# 조국현
조국현(曺國鉉, 1896년 6월 11일 - 1969년 6월 29일)은 대한민국의 정치인이다. 전라남도 화순 출생.

## 약력
- 한문수학
- 서울 유교청년회 조직,회장
- 전국유림연합회 청년부장
- 화순 유교청년회 조직,회장
- 전국청년대회 평의원
- 동아일보 개벽잡지 기자
- 전남대성회초대위원장
- 국민의회대의원
- 전국향교재산 회수 실행위원회 부위원장
- 대한독립촉성국민회 전남지부 선전부장
- 반탁특위조사위원
- 민주당 중앙위원
- 1948년 5월 10일 : 제헌 국회의원(전남 화순)
- 대한민국 초대 참의원 1960년 7월

## 역대 선거 결과
|  | 42.82% |

|  | 22.22% |

|  | 19.13% |

## 참고 자료
- 《대한민국 의정총람》, 국회의원총람발간위원회, 1994년
- 조국현 - 대한민국헌정회